# بزرگراه میان‌ایالتی ۸۵

نشان بزرگراه میان‌ایالتی ۸۵

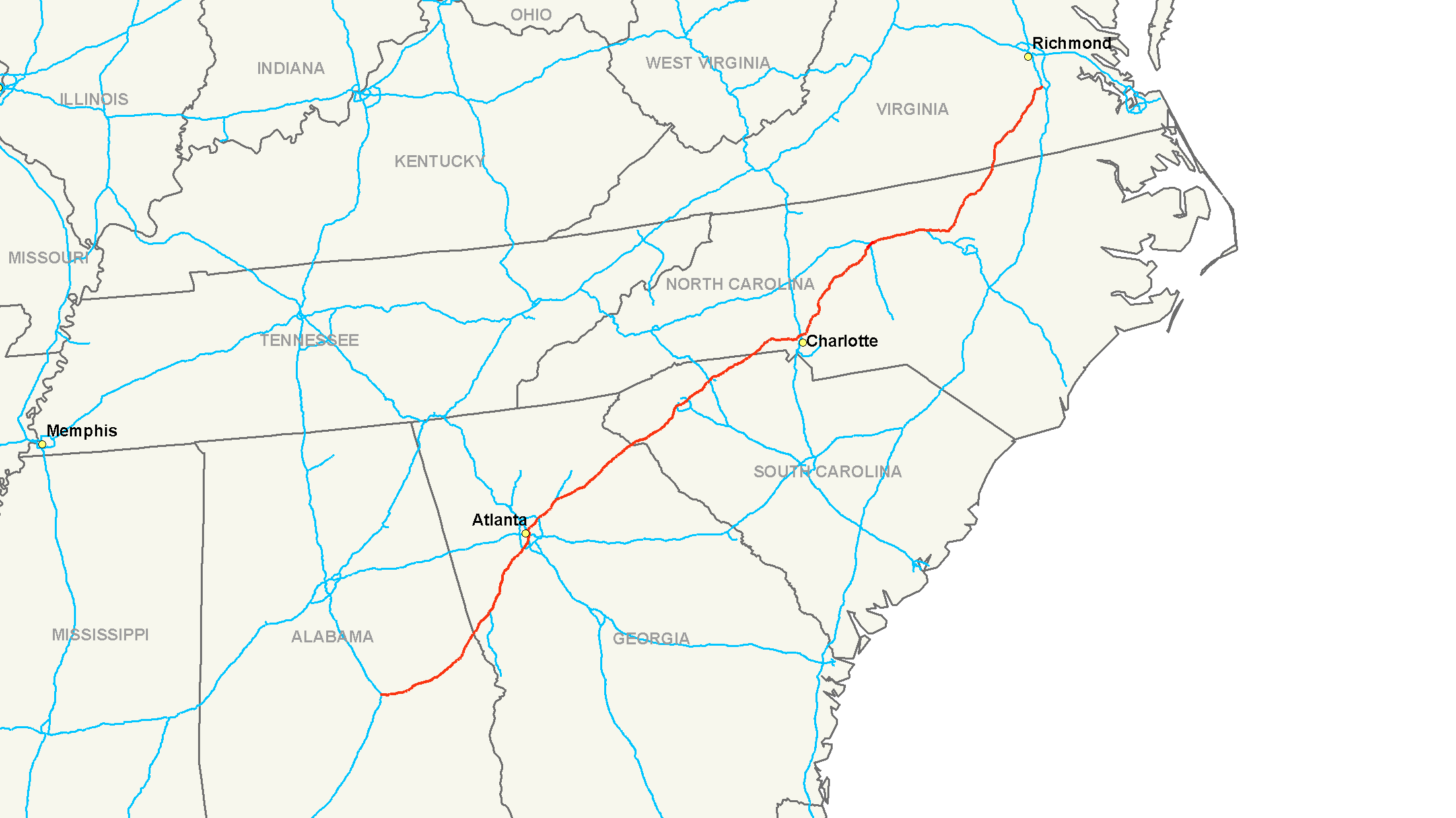
نقشه بزرگراه میان‌ایالتی ۸۵

بزرگراه میان ایالتی ۸۵ (به انگلیسی: Interstate-85، مخفف:I-85) یکی از بزرگراه‌های میان ایالتی آمریکاست؛ که مسیر شمالی-جنوبی داشته و زیرمجموعه دارد. این بزرگراه، از بزرگترین بزرگراه‌های آمریکاست.